# County Laois
Laois (irisch Laois, [l̪ˠiːʃ], etwa Liesch ausgesprochen) ist ein County in der Provinz Leinster in der Mitte der Republik Irland.

## Geografie
Im Osten von Laois liegt das Flachland des (Flusses) Barrow, im Nordwesten liegen die Slieve Bloom Mountains mit dem 527 Meter hohen Arderin (gemeinsam mit dem County Offaly) als höchster Erhebung der Grafschaft. Etwa sechzig Prozent der Fläche sind Weideland, der Rest teilt sich in Ackerland und Hochmoore auf.

## Geschichte
Das Gebiet gehörte im Mittelalter zum Königreich Leinster. 1171 wurde das Gebiet von den Anglonormannen erobert und fiel 1460 an England. 1556 wurde die Grafschaft unter dem Namen Queen’s County gebildet. Vor allem in den Jahren nach dem von 1594 bis 1603 dauernden Neunjährigen Krieg betrieb die englische Krone die Besiedlung des Landes mit englischen Siedlern. Die irischen Landbesitzer wurden nach der gescheiterten Irischen Rebellion 1641 ihrer Höfe und Äcker beraubt.
Nach der irischen Unabhängigkeit erhielt das Queen’s County 1922 wieder seinen irischen, historischen Namen Laois. Im Englischen wurde es danach auch öfters Leix geschrieben. Diese Schreibweise findet man aber heute nicht mehr.

## Wirtschaft
Die Landwirtschaft besteht aus Schaf-, Schweine- und Geflügelhaltung. Des Weiteren gibt es Holz- und Nahrungsmittelindustrie.

## Politik
Die Sitzverteilung im Laois County Council nach der Kommunalwahl im Juni 2024 ist:
| Partei       | Sitze |
| ------------ | ----- |
| Fianna Fáil  | 6     |
| Fine Gael    | 5     |
| Sinn Féin    | 2     |
| Labour Party | 1     |
| Unabhängige  | 5     |

Bei den Wahlen in das irische Parlament (Dáil Éireann) wurden 2024 im County Laois drei Abgeordnete gewählt.
| Partei      | Sitze |
| ----------- | ----- |
| Fianna Fáil | 1     |
| Fine Gael   | 1     |
| Unabhängige | 1     |

## Sehenswürdigkeiten
- Rock of Dunamase
- Emo Court, neoklassizistisches Herrenhaus aus dem frühen 19. Jahrhundert
- Timahoe, Rundturm
- Steinkiste von Manger
- Monamanry Steinkiste

## Persönlichkeiten
- James Fintan Lalor (1807–1849), Young Irelander
- Peter Lalor (1827–1889), einer der Hauptanführer der Eureka-Stockade-Rebellion
- William Russell Grace (1832–1904), Bürgermeister der Stadt New York
- Kevin O’Higgins (1892–1927), irischer Politiker
- Cecil Day-Lewis (1904–1972), Schriftsteller und Dichter
- Oliver J. Flanagan (1920–1987), irischer Politiker
- Charlie Flanagan (* 1956), irischer Politiker
- William Aird (* 1960), irischer Politiker

## Trivia
Von allen irischen Countys ist Laois das einzige, das nicht nur nicht an das Meer grenzt, sondern auch vollständig von Countys umgeben ist, die ebenfalls nicht an das Meer grenzen.